# Mike Siegel (Moderator)
Mike Siegel ist ein US-amerikanischer Radio-Moderator. Er war lange Zeit Moderator der einflussreichen Talkshow Coast to Coast AM.
Siegel stammt aus New York, ist Jude und politisch konservativ. Siegel begann im Dezember 1972 seine Karriere bei WEIM Fitchburg (MA). Seitdem war er bei Stationen in New York (WABC), Boston (WBZ, WHDH, WRKQ, WITS, WBOS-FM), Miami (WNWS, WGBS), Seattle (KING, KIRO, KVI, KTHH), San Francisco (KGO, KFSO), Cleveland (WWWE), St. Louis (KMOX, KTRS) und im District of Columbia (WWRC) tätig.
Bei KVI Seattle wurde er 1996 entlassen, nachdem er negativ über das Privatleben des Bürgermeisters Norman Blann Rice (Demokratische Partei) in seiner Sendung berichtet hatte.